# Peperomia ankaranensis
Peperomia ankaranensis är en pepparväxtart som beskrevs av G.Mathieu. Peperomia ankaranensis ingår i släktet peperomior, och familjen pepparväxter. Inga underarter finns listade i Catalogue of Life.